# Institut für Aus- und Weiterbildung im Mittelstand und in kleinen mittelständischen Unternehmen

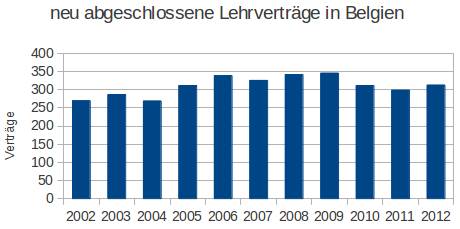
Neu abgeschlossene Lehrverträge in Belgien im jeweiligen Jahr (Zeitraum: 2002–2011)

Das Institut für Aus- und Weiterbildung im Mittelstand und in kleinen mittelständischen Unternehmen, abgekürzt IAWM, ist eine Aufsichtsbehörde in der Deutschsprachigen Gemeinschaft Belgiens. Sie beaufsichtigt die duale Aus- und Weiterbildung in der Deutschsprachigen Gemeinschaft und ist damit zuständig für die Zentren für Aus- und Weiterbildung (ZAWM) in St. Vith und Eupen, den Berufsschulen der Gemeinschaft. Zur dualen Weiterbildung gehören auch Meisterkurse. Das IAWM stellt zudem eine Interessenvertretung für Handwerk und Mittelstand der Region dar.
Die Behörde wurde per Dekret vom 16. Dezember 1991 erschaffen.